# Knivsta församling
Knivsta församling är en församling i Knivsta pastorat i Upplands södra kontrakt i Uppsala stift i Svenska kyrkan. Församlingen ligger i Knivsta kommun i Uppsala län.

## Administrativ historik
Församlingen har medeltida ursprung. 
Församlingen utgjorde under medeltiden ett eget pastorat för att därefter till 1962 vara i pastorat med Alsike församling, före 1937 som annexförsamling, därefter som moderförsamling.  Från 1962 är den moderföreningen i pastoratet Knivsta, Alsike, Lagga, Östuna och Vassunda som från 1972 även omfattar Husby-Långhundra församling.

## Kyrkor
- Knivsta gamla kyrka
- Sankta Birgittakyrkan